# Estonija
Republika Estonija (estonsko Eesti Vabariik) je majhna baltska obmorska država v severovzhodni Evropi, ki na zahodu in severu meji na Baltsko morje (vključno s Finskim zalivom na severu), na jugu na še eno baltsko državo, Latvijo in na vzhodu na Rusijo. Ozemlje Estonije sestavlja kopno in 2222 otokov v Baltskem morju (med njimi sta največja Saaremaa in Hiiumaa), ki zajemajo skupno površino 45.227 km², nanjo pa vpliva prehodno podnebje med celinskim in oceanskim. V urbanem območju glavnega mesta države, Talina, živi več kot tretjina vsega prebivalstva Estonije, drugo mesto po velikosti je Tartu, ostala večja mesta so Narva, Pärnu, Kohtla-Järve in Viljandi. Uradni jezik države, estonščina, je drugi najbolj govorjen jezik finsko-permske veje ugrofinskih jezikov.
Ozemlje Estonije je bilo naseljeno vsaj od leta 9000 pr. n. št. Ugrofinski Estonci so postali eden zadnjih evropskih poganskih narodov, ki so po livonski križarski vojni v 13. stoletju sprejeli krščanstvo. Po stoletjih zaporedne vladavine Nemškega reda, Dancev, Švedov, Poljakov in Rusov se je v 19. in začetku 20. stoletja začela pojavljati posebna estonska narodna identiteta. Ta je dosegla vrhunec v neodvisnosti od Rusije leta 1920 po kratki osamosvojitveni vojni ob koncu prve svetovne vojne, kjer so se morali Estonci na čelu z generalom Laidonerjem boriti za novorojeno svobodo. Prvotno demokratična pred veliko gospodarsko krizo je Estonija doživljala avtoritarno vladavino od leta 1934 v obdobju tišine. Med drugo svetovno vojno (1939–45) je Estonijo najprej okupirala Sovjetska zveza, nato Nacistična Nemčija ter zopet Sovjetska zveza. Po izgubi de facto neodvisnosti so estonsko de jure državno kontinuiteto ohranili diplomatski predstavniki in vlada v izgnanstvu. Leta 1987 se je začela mirna pojoča revolucija proti sovjetski oblasti. Estonija je 20. avgusta 1991 po desetletjih okupacije obnovila neodvisnost.
Estonija je demokratična enotna parlamentarna republika, razdeljena na petnajst okrajev. Estonija je s 1,3 milijona prebivalcev ena najmanj naseljenih članic Evropske unije, evroobmočja, OECD, schengenskega območja, NATO pakta in od leta 2020 Varnostnega sveta Združenih narodov.
Estonija je razvita država z naprednim gospodarstvom z visokimi dohodki, ki je bila med najhitreje rastočimi v EU od vstopa leta 2004. Država se po indeksu človekovega razvoja uvršča zelo visoko in se dobro primerja z merili ekonomske svobode, državljanskih svoboščin, izobraževanja in svobode medijev. Estonski državljani so deležni univerzalnega zdravstvenega varstva, brezplačnega izobraževanja in najdaljšega plačanega porodniškega dopusta v OECD. Je ena najbolj digitalno naprednih družb na svetu. Estonija je leta 2005 postala prva država, ki je izvedla volitve prek interneta, leta 2014 pa prva država, ki je zagotovila e-prebivališče.

## Etimologija
Ime Estonija je povezano z Aesti, ki ga je rimski zgodovinar Tacit prvič omenil okoli leta 98 n. št. Nekateri zgodovinarji verjamejo, da se je neposredno skliceval na Balte (tj. ne na finsko govoreče Estonce), drugi pa predlagajo, da bi se ime nanašalo na celotno vzhodnobaltsko regijo. Skandinavske sage, ki se nanašajo na Eistlando, so bile najzgodnejši viri, ki so ime uporabili v njegovem sodobnem pomenu. Toponim Estland/Eistland je povezan s staro skandinavskim eist, avstr kar pomeni 'vzhod'.
Starejše poimenovanje države v slovenščini je Estonska.

## Zgodovina

### Prazgodovina in vikinško obdobje
Človeška naselitev v Estoniji je postala možna pred 13.000 do 11.000 leti, ko se je stopil led iz zadnje ledene dobe. Najstarejše znano naselje v Estoniji je naselje Pulli, ki je bilo na bregovih reke Pärnu, blizu mesta Sindi, v jugozahodni Estoniji. Glede na radiokarbonsko datiranje je bila naseljena pred približno 11.000 leti.
Najstarejša človeška bivališča v mezolitskem obdobju je povezana s kulturo Kunda, ki je dobila ime po mestu Kunda v severni Estoniji. Takrat je bila država pokrita z gozdovi, ljudje pa so živeli v napol nomadskih skupnostih v bližini vodnih teles. Preživetje je obsegalo lov, nabiralništvo in ribolov. Okoli leta 4900 pred našim štetjem se pojavi keramika iz neolitika, znana kot kultura Narva. Od okoli 3200 pr. n. št. se je pojavila kultura trakaste keramike; to je vključevalo nove dejavnosti, kot sta primitivno poljedelstvo in živinoreja.
Bronasta doba se je začela okoli leta 1800 pr. n. št., kjer so nastala prva gradišča. Prehod od preživetja lovcev in ribičev k naselbini na eni kmetiji se je začel okoli leta 1000 pred našim štetjem in je bil dokončan do začetka železne dobe okoli 500 pr. n. št. Velika količina bronastih predmetov kaže na obstoj aktivne komunikacije s skandinavskimi in germanskimi plemeni.
Srednja železna doba je povzročila grožnje, ki so se pojavljale iz različnih smeri. Več skandinavskih sag se je nanašalo na velike spopade z Estonci, zlasti ko so "estonski Vikingi" premagali in ubili švedskega kralja Ingvarja. Podobne grožnje so se pojavile na vzhodu, kjer so se vzhodnoslovanske kneževine širile proti zahodu. Približno leta 1030 so čete Kijevske Rusije pod vodstvom Jaroslava Modrega premagale Estonce in ustanovile utrdbo v današnjem Tartuju. To oporišče je morda trajalo do približno leta 1061, ko ga je estonsko pleme Sosoli uničilo, čemur je sledil njihov napad na Pskov. Okoli 11. stoletja je skandinavsko vikinško dobo okoli Baltskega morja nasledila doba baltskih Vikingov z morskimi napadi Kuršev in Estoncev z otoka Saaremaa, znanih kot Oeselians. Leta 1187 so Estonci (Oeselians), Kurši in/ali Kareli zaplenili Sigtuno, ki je bila takrat glavno mesto Švedske.
Estonijo bi lahko razdelili na dve glavni kulturni območji. Obalna območja severne in zahodne Estonije so imela tesne čezmorske stike s Skandinavijo in Finsko, medtem ko je imela notranja južna Estonija več stikov z Balti in Pskovom. Pokrajina starodavne Estonije je imela številna gradišča. Na obali Saaremae so bila najdena prazgodovinska ali srednjeveška pristanišča. Estonija ima tudi številne grobove iz vikinške dobe, tako individualne kot skupne, z orožjem in nakitom, vključno z vrstami, ki jih običajno najdemo po vsej severni Evropi in Skandinaviji.
V zgodnjih stoletjih našega štetja so se v Estoniji začele pojavljati politične in upravne enote. Pojavila sta se dva večja pododdelka: župnija (estonsko kihelkond) in okraj (estonsko maakond), ki je bila sestavljena iz več župnij. Župnijo so vodili starešine in je imela središče na utrdbi; v nekaterih redkih primerih je imela župnija več utrdb. Do 13. stoletja je Estonijo sestavljalo osem večjih grofij: Harjumaa, Järvamaa, Läänemaa, Revala, Saaremaa, Sakala, Ugandi in Virumaa; in šest manjših okrožij z eno župnijo: Alempois, Jogentagana, Mõhu, Nurmekund, Soopoolitse in Vaiga. Županije so bile neodvisne enote in so se ukvarjale le z ohlapnim sodelovanjem proti tujim grožnjam.
O zgodnjih estonskih poganskih verskih praksah je malo znanega. Kronika Henrika Livonskega omenja Tharapita kot vrhunsko božanstvo takratnih prebivalcev Saareme (Oeselians).

### Križarji in katoliško obdobje
Leta 1199 je papež Inocenc III. razglasil križarsko vojno za »obrambo kristjanov Livonije«. Boji so dosegli Estonijo leta 1206, ko je danski kralj Valdemar II. neuspešno napadel Saaremao. Nemški Livonski bratje meča, ki so si pred tem podjarmili Livonce, Latgalce in Selonce, so začeli boj proti Estoncem leta 1208 in v naslednjih nekaj letih sta obe strani izvedli številne napade in protinapade. Glavni vodja estonskega odpora je bil Lembitu, starešina okrožja Sakala, vendar so Estonci leta 1217 doživeli pomemben poraz v bitki na sv. Mateja dan, kjer je bil Lembitu ubit. Leta 1219 je Valdemar II. pristal pri Lindanise, premagal Estonce v bitki pri Lyndanisse in začel osvajati severno Estonijo. Naslednje leto je Švedska napadla zahodno Estonijo, a so jih Oeseljci odbili. Leta 1223 je velik upor izgnal Nemce in Dance iz celotne Estonije, razen Revala, vendar so križarji kmalu nadaljevali ofenzivo in leta 1227 je bila Saaremaa zadnja grofija, ki se je predala.
Po križarski vojni se je ozemlje današnje Južne Estonije in Latvije imenovalo Terra Mariana, kasneje pa je postala znana preprosto kot Livonija. Severna Estonija je postala dansko vojvodstvo Estonija, preostanek pa je bil razdeljen med Brate meča in knezo- škofa Dorpata in Ösel-Wieka. Leta 1236 so se po velikem porazu Bratje meča združili v Tevtonski viteški red in postali Livonski red. V naslednjih desetletjih je bilo več uporov proti tevtonskim vladarjem v Saaremai. Leta 1343 se je začel velik upor, znan kot Jurjevska nočna vstaja, ki je zajela celotno območje severne Estonije in Saaremae. Tevtonski red je leta 1345 končal zatiranje upora, naslednje leto pa je danski kralj redu prodal svoje posesti v Estoniji. Neuspešen upor je privedel do utrditve oblasti nemške manjšine višjega razreda. V naslednjih stoletjih je nizkonemščina ostala jezik vladajoče elite tako v estonskih mestih kot na podeželju.
Med križarsko vojno je bil Reval (sodobni Talin) ustanovljen kot glavno mesto danske Estonije na mestu Lindanise. Leta 1248 je Reval prejel polne mestne pravice in sprejel Lübeški zakon. Hanzeatska liga je nadzorovala trgovino na Baltskem morju in na splošno so štiri največja mesta v Estoniji postala članice: Reval, Dorpat (Tartu), Pernau (Pärnu) in Fellin (Viljandi). Reval je deloval kot trgovski posrednik med Novgorodom in zahodnimi hanzeatskimi mesti, medtem ko je Dorpat imel isto vlogo s Pskovom. V tem obdobju je bilo ustanovljenih veliko obrtniških in trgovskih cehov. Zaščitena s svojimi kamnitimi zidovi in članstvom v Hansi, so uspešna mesta, kot sta Reval in Dorpat, večkrat kljubovala drugim vladarjem srednjeveške Livonije. Po propadu Tevtonskega reda po porazu v bitki pri Grunwaldu leta 1410 in porazu Livonskega reda v bitki pri Swienti 1. septembra 1435 je bil 4. decembra 1435 podpisan Livonski konfederacijski sporazum.

### Poreformacijsko obdobje
Reformacija v srednji Evropi se je začela leta 1517 in se je kmalu razširila proti severu v Livonijo kljub določenemu nasprotovanju Livonskega reda. Mesta so bila prva, ki so sprejela protestantizem v 1520-ih, do 1530-ih pa je večina plemstva sprejela luteranstvo zase in za svoje kmečke podložnike. Cerkvena bogoslužja so zdaj potekala v domačem jeziku, kar je sprva pomenilo nemško, v 1530-ih pa so se zgodile tudi prve verske službe v estonščini.
V 16. stoletju so ekspanzionistične monarhije Moskovije, Švedske in Poljske-Litvovske unije utrdile oblast, kar je predstavljalo vse večjo grožnjo decentralizirani Livoniji, oslabljeni zaradi sporov med mesti, plemstvom, škofi in redom.
Leta 1558 je ruski car Ivan Grozni vdrl v Livonijo in začel livonsko vojno. Livonski red je bil leta 1560 odločilno poražen, zaradi česar so livonske frakcije poiskale tujo zaščito. Večina Livonije je sprejela poljsko oblast, medtem ko so Reval in plemiči severne Estonije prisegli na zvestobo švedskemu kralju, škof v Ösel-Wieku pa je prodal svoje zemljišče danskemu kralju. Ruske sile so postopoma osvojile večino Livonije, toda v poznih 1570-ih sta poljsko-litovska in švedska vojska začeli lastno ofenzivo in krvava vojna se je končno končala leta 1583 z ruskim porazom. Zaradi vojne je Severna Estonija postala švedsko vojvodino Estonija, južna Estonija je postala poljska vojvodina Livonija, Saaremaa pa je ostala pod danskim nadzorom.
Leta 1600 je izbruhnila poljsko-švedska vojna, ki je povzročila nadaljnje opustošenje. Dolgotrajna vojna se je končala leta 1629, ko je Švedska pridobila Livonijo, vključno z regijama Južne Estonije in Severne Latvije. Danska Saaremaa je bila leta 1645 prenesena na Švedsko. Vojne so prepolovile estonsko prebivalstvo s približno 250–270.000 ljudi sredi 16. stoletja na 115–120.000 v 1630-ih.
Medtem ko se je pod švedsko oblastjo ohranilo kmetstvo, so se zgodile pravne reforme, ki so okrepile kmečke pravice do rabe zemlje in dedovanja, kar je povzročilo sloves tega obdobja »dobrega starega švedskega časa« v zgodovinskem spominu ljudi. Švedski kralj Gustav II. Adolf je ustanovil gimnaziji v Revalu in Dorpatu; slednja je bila leta 1632 nadgrajena v Univerzo Tartu. V obeh mestih so bile ustanovljene tudi tiskarne. V 1680-ih so se pojavili začetki estonskega osnovnega šolstva, predvsem zaradi prizadevanj Bengta Gottfrieda Forseliusa, ki je uvedel tudi pravopisne reforme v pisni estonščini. Prebivalstvo Estonije je hitro raslo v obdobju 60–70 let, vse do velike lakote 1695–1697, v kateri je umrlo približno 70.000–75.000 ljudi – približno 20 % prebivalstva.
Leta 1700 se je začela velika severna vojna in do leta 1710 je celotno Estonijo osvojilo Rusko cesarstvo. Vojna je ponovno opustošila prebivalstvo Estonije, leta 1712 pa je bilo število prebivalcev ocenjeno na le 150.000–170.000. Leta 1721 je bila Estonija razdeljena na dve guberniji: gubernija Estonija, ki je vključevala severni del Estonije (kot je območje Talina), in južna gubernija Livonija, ki je segala do severnega dela Latvije. Ruska uprava je baltskim Nemcem vrnila vse politične in zemljiške pravice. Pravice estonskih kmetov so dosegle najnižjo točko, saj je v 18. stoletju v kmetijskih odnosih popolnoma prevladovala podložnost. Kmetovanje je bilo uradno odpravljeno v letih 1816–1819, vendar je to sprva imelo zelo malo praktičnega učinka; velike izboljšave pravic kmetov so se začele z reformami sredi 19. stoletja.

### Narodno prebujenje
Estonsko narodno prebujanje se je začelo v 1850-ih, ko so vodilne osebnosti začele promovirati estonsko nacionalno identiteto med splošnim prebivalstvom. Njeno gospodarsko osnovo so tvorili razširjeni kmečki odkupi kmetov, ki so tvorili razred estonskih posestnikov. Leta 1857 je Johann Voldemar Jannsen začel izdajati prvi časopis v estonskem jeziku in začel popularizirati poimenovanje sebe kot eestlane (Estonec). Šolski učitelj Carl Robert Jakobson in duhovnik Jakob Hurt sta postala vodilni osebnosti v nacionalnem gibanju, ki sta spodbujala estonske kmete, da so ponosni nase in na svojo etnično identiteto. Izoblikovala so se prva državna gibanja, kot so kampanja za ustanovitev Aleksandrove šole v estonskem jeziku, ustanovitev Društva estonskih literatov in Društva estonskih študentov ter prvi nacionalni festival pesmi, ki je potekal leta 1869 v Tartuju. Jezikovne reforme so pripomogle k razvoju estonskega jezika. Leta 1862 je izšel nacionalni ep Kalevipoeg, leta 1870 pa so bile prve uprizoritve estonskega gledališča.[82][83] Leta 1878 je prišlo do velikega razkola v nacionalnem gibanju. Zmerno krilo pod vodstvom Hurta se je osredotočilo na razvoj kulture in estonskega izobraževanja, medtem ko je radikalno krilo pod vodstvom Jacobsona začelo zahtevati povečane politične in ekonomske pravice.
Konec 19. stoletja se je začela rusifikacija, saj je centralna vlada sprožila različne upravne in kulturne ukrepe, da bi baltske gubernije tesneje navezala na cesarstvo. Ruski jezik je v večini srednjih šol in univerz nadomestil nemščino in estonščino, številne družbene in kulturne dejavnosti v lokalnih jezikih so bile zatrte.[83] Kljub temu so se nekatere administrativne spremembe, namenjene zmanjšanju moči baltskih nemških institucij, izkazale za koristne za Estonce. V poznih 1890-ih je prišlo do novega naleta nacionalizma z vzponom uglednih osebnosti, kot sta Jaan Tõnisson in Konstantin Päts. V začetku 20. stoletja so Estonci začeli prevzemati nadzor nad lokalnimi oblastmi v mestih od Nemcev.
Med revolucijo leta 1905 so bile ustanovljene prve legalne estonske politične stranke. Sklican je bil estonski nacionalni kongres, ki je zahteval združitev estonskih območij v enotno avtonomno ozemlje in prenehanje rusifikacije. Med nemiri so kmetje in delavci napadali graščine. Carska vlada je odgovorila z brutalnim zatiranjem; približno 500 ljudi je bilo usmrčenih, na stotine pa zaprtih ali deportiranih v Sibirijo.

### Neodvisnost
Leta 1917, po februarski revoluciji, se je gubernija Estonije razširila na estonsko govoreča območja Livonije in dobila avtonomijo, kar je omogočilo oblikovanje estonske deželne skupščine. Novembra 1917 so oblast prevzeli boljševiki in razpustili deželno skupščino. Vendar je deželni zbor ustanovil Reševalni odbor in v kratkem presledku med ruskim umikom in prihodom Nemčije je odbor 24. februarja 1918 razglasil neodvisnost Estonije in oblikoval estonsko začasno vlado. Takoj je sledila nemška okupacija, po porazu v prvi svetovni vojni pa so bili Nemci 19. novembra prisiljeni prepustiti oblast začasni vladi.
28. novembra 1918 je sovjetska Rusija napadla, s čimer je začela estonsko osamosvojitveno vojno.[90] Rdeča armada je prišla na 30 km od Talina, toda januarja 1919 je estonska vojska, ki jo je vodil Johan Laidoner, prešla v protiofenzivo in v nekaj mesecih izgnala boljševiške sile iz Estonije. Ponovni sovjetski napadi niso uspeli in spomladi je estonska vojska v sodelovanju z beloruskimi silami napredovala v Rusijo in Latvijo. Junija 1919 je Estonija premagala nemški Landeswehr, ki je poskušal prevladovati v Latviji, in obnovila oblast tamkajšnji vladi Kārlisa Ulmanisa. Po propadu beloruskih sil je Rdeča armada konec leta 1919 začela veliko ofenzivo proti Narvi, a ni uspela doseči preboja. 2. februarja 1920 je bila med Estonijo in Sovjetsko Rusijo podpisana Tartujska mirovna pogodba, pri kateri se je slednja zavezala, da se bo trajno odrekla vsem suverenim zahtevkom do Estonije.
Aprila 1919 je bila izvoljena estonska ustanovna skupščina. Ustavotvorna skupščina je sprejela obsežno zemljiško reformo, s katero je razlastila velika posestva, in sprejela novo zelo liberalno ustavo, ki Estonijo uveljavlja kot parlamentarno demokracijo. Leta 1924 je Sovjetska zveza organizirala poskus komunističnega udara, ki je hitro propadel. Estonski zakon o kulturni avtonomiji za etnične manjšine, sprejet leta 1925, je splošno priznan kot eden najbolj liberalnih na svetu v tistem času. Velika depresija je močno pritiskala na estonski politični sistem in leta 1933 je desničarsko gibanje Vaps vodilo ustavno reformo, ki je vzpostavila močno predsedstvo. 12. marca 1934 je vršilec dolžnosti vodje države Konstantin Päts razglasil izredne razmere pod pretvezo, da gibanje Vaps načrtuje državni udar. Päts je skupaj z generalom Johanom Laidonerjem in Kaarelom Eenpalujem vzpostavil avtoritarni režim v "dobi tišine", ko se parlament ni ponovno sestal in je novoustanovljena Patriotska liga postala za zdaj edino legalno politično gibanje. Na referendumu je bila sprejeta nova ustava, volitve pa so bile izvedene leta 1938. Udeležili so se lahko tako provladni kot opozicijski kandidati, vendar le kot neodvisni, saj so vse politične stranke v izrednih razmerah ostale suspendirane. Pätsov režim je bil v primerjavi z drugimi avtoritarnimi režimi v medvojni Evropi razmeroma benigen in režim nikoli ni uporabljal nasilja nad političnimi nasprotniki.
Estonija se je leta 1921 pridružila Društvu narodov. Poskusi vzpostavitve večjega zavezništva skupaj s Finsko, Poljsko in Latvijo niso uspeli, z Latvijo je bil leta 1923 podpisan le pakt o medsebojni obrambi, kasneje pa je sledila Baltska antanta iz leta 1934. V 1930-ih je Estonija sodelovala tudi v tajnem vojaškem sodelovanju s Finsko. Leta 1932 so bili podpisani pakti o nenapadanju s Sovjetsko zvezo in leta 1939 z Nemčijo. Leta 1939 je Estonija razglasila nevtralnost, vendar se je to v drugi svetovni vojni izkazalo za neuspešno.

### Druga svetovna vojna, sovjetska in nemška okupacija
23. avgusta 1939 sta Nemčija in Sovjetska zveza podpisali Pakt Ribbentrop-Molotov. Tajni protokol pakta je Poljsko, Litvo, Latvijo, Estonijo in Finsko razdelil na sfere vpliva, pri čemer je Estonija pripadala sovjetski sferi. Sovjetska zveza je 24. septembra postavila ultimat in od Estonije zahtevala, da podpiše pogodbo o medsebojni pomoči, ki bo omogočila vstop sovjetskim vojaškim bazam v državo. Estonska vlada je menila, da nima druge izbire, kot da izpolni, in pogodba je bila podpisana 28. septembra. Maja 1940 so bile sile Rdeče armade v bazah postavljene v bojno pripravljenost, Sovjetska zveza pa je 14. junija uvedla popolno pomorsko in zračno blokado Estonije. Istega dne so sovjetske letalske sile sestrelile letalo Kaleva. 16. junija je ZSSR postavila ultimat in zahtevala popolnoma prost prehod Rdeče armade v Estonijo in vzpostavitev prosovjetske vlade. Ker je čutila, da je odpor brezupen, je estonska vlada ugodila in naslednji dan je bila vsa država okupirana. 6. avgusta 1940 je Estonijo priključila Sovjetska zveza kot Estonska SSR.
ZSSR je vzpostavila zatiralski režim. Večino visokih civilnih in vojaških uradnikov, inteligence in industrijalcev so aretirali in običajno kmalu zatem usmrtili. Sovjetske represije so kulminirale 14. junija 1941 z množično deportacijo okoli 11.000 ljudi v Sibirijo, med katerimi je več kot polovica umrla v nečloveških razmerah. Ko se je 22. junija 1941 začela operacija Barbarossa (v spremstvu estonskih gverilskih vojakov, imenovanih "Gozdni bratje") proti Sovjetski zvezi v obliki "poletne vojne" (estonsko Suvesõda), je bilo okoli 34.000 mladih estonskih moških prisilno vpoklicanih v Rdečo armado, od katerih jih je manj kot 30 % preživelo vojno. Sovjetski bataljoni za uničevanje so začeli politiko požgane zemlje. NKVD je usmrtil politične zapornike, ki jih ni bilo mogoče evakuirati. Številni Estonci so odšli v gozd in začeli protisovjetsko gverilsko akcijo. Julija je nemški Wehrmacht dosegel južno Estonijo. ZSSR je konec avgusta evakuirala Talin z velikimi izgubami, nemške sile pa so oktobra končale zavzetje estonskih otokov.
Sprva so mnogi Estonci upali, da bo Nemčija pomagala obnoviti neodvisnost Estonije, vendar se je to kmalu izkazalo za zaman. Ustanovljena je bila le marionetna kolaboracionistična uprava, okupirana Estonija pa je bila združena v Reichskommissariat Ostland, njeno gospodarstvo pa je bilo v celoti podrejeno nemškim vojaškim potrebam. Približno tisoč estonskih Judov, ki niso uspeli oditi, je bilo leta 1941 hitro pobitih. Ustanovljena so bila številna taborišča za prisilno delo, kjer je umrlo na tisoče Estoncev, tujih Judov, Romov in sovjetskih vojnih ujetnikov. Nemške okupacijske oblasti so začele novačiti moške v majhne prostovoljske enote, a ker so ta prizadevanja prinesla slabe rezultate in se je vojaško stanje poslabšalo, je bil leta 1943 uveden prisilni vpoklic, ki je na koncu pripeljal do oblikovanja estonske divizije Waffen-SS. Na tisoče Estoncev, ki se niso želeli boriti v nemški vojski, je na skrivaj pobegnilo na Finsko, kjer so se mnogi prostovoljno borili skupaj s Finci proti Sovjetom.
Rdeča armada je ponovno dosegla estonske meje v začetku leta 1944, vendar so nemške sile, vključno s številnimi estonskimi enotami, v težkih bojih blizu Narve za šest mesecev ustavile njeno napredovanje v Estonijo. Marca so sovjetske letalske sile izvedle težke bombne napade na Talin in druga estonska mesta. Julija so Sovjeti začeli veliko ofenzivo z juga, zaradi česar so Nemci septembra zapustili celinsko Estonijo, novembra pa so bili zapuščeni estonski otoki. Ko so se nemške sile umikale iz Talina, je zadnji predvojni premier Jüri Uluots imenoval vlado, ki jo je vodil Otto Tief, v neuspešnem poskusu ponovne vzpostavitve neodvisnosti Estonije. Več deset tisoč ljudi, vključno z večino estonskih Švedov, je pobegnilo proti zahodu, da bi se izognili novi sovjetski okupaciji.
Na splošno je Estonija izgubila približno 25 % svojega prebivalstva zaradi smrti, deportacij in evakuacije v drugi svetovni vojni. Estonija je utrpela tudi nekaj nepreklicnih ozemeljskih izgub, saj je Sovjetska zveza prenesla obmejna območja, ki so obsegala približno 5 % estonskega predvojnega ozemlja iz Estonske SSR v Rusko SFSR.

### Druga sovjetska okupacija (1944–1991)
Na tisoče Estoncev, ki so nasprotovali drugi sovjetski okupaciji, se je pridružilo gverilskemu gibanju, znanemu kot "Gozdni bratje". Oboroženi odpor je bil najmočnejši v prvih nekaj letih po vojni, vendar so ga sovjetske oblasti postopoma izčrpale, zato je odpor sredi 1950-ih dejansko prenehal obstajati. Sovjeti so sprožili politiko kolektivizacije, a ker so bili kmetje proti njej, se je sprožila kampanja terorja. Marca 1949 je bilo približno 20.000 Estoncev deportiranih v Sibirijo. Kolektivizacija je bila kmalu zatem v celoti zaključena.
Sovjetska zveza je začela rusificirati, na stotine tisoče Rusov in ljudi drugih sovjetskih narodnosti je bilo prisiljenih, da se naselijo v Estoniji, kar je sčasoma grozilo, da bo Estonce spremenilo v manjšino v njihovi lastni deželi. Leta 1945 so Estonci sestavljali 97 % prebivalstva, do leta 1989 pa je njihov delež prebivalstva padel na 62 %. Gospodarsko je bila težka industrija zelo prednostna, vendar to ni izboljšalo blaginje lokalnega prebivalstva in je povzročilo veliko okoljsko škodo z onesnaževanjem. Življenjski standard pod sovjetsko okupacijo je še bolj zaostajal za bližnjo neodvisno Finsko. Država je bila močno militarizirana, zaprta vojaška območja so pokrivala 2 % ozemlja. Otoki in večina obalnih območij so bili spremenjeni v omejeno obmejno območje, za katerega je bilo potrebno posebno dovoljenje za vstop. Zato je bila Estonija precej zaprta vse do druge polovice 1960-ih, ko so Estonci postopoma zaradi dobrega dosega signala začeli gledati finsko televizijo v severnih delih države in tako dobili boljšo sliko o načinu življenja za železno zaveso. Gledanje finske televizije je bilo nedovoljeno, a je bilo kljub temu gledano s posebno napravo, izdelano za ta namen.
Združene države Amerike, Združeno kraljestvo, Francija, Nemčija in večina drugih zahodnih držav so menile, da je priključitev Estonije s strani Sovjetske zveze nezakonita. Pravna kontinuiteta estonske države je bila ohranjena s pomočjo vlade v izgnanstvu in estonskih diplomatskih predstavnikov, kar so zahodne vlade še naprej priznavale.

### Obnova neodvisnosti
Uvedba perestrojke leta 1987 je ponovno omogočila politično dejavnost, s čimer se je začel proces obnove neodvisnosti, znan kot Pojoča revolucija. Kampanja okoljske fosforitske vojne je postala prvo večje protestno gibanje proti osrednji vladi. Leta 1988 so se pojavila nova politična gibanja, kot sta Ljudska fronta Estonije, ki je začela predstavljati zmerno krilo v gibanju za neodvisnost, in radikalnejša Estonska stranka narodne neodvisnosti, ki je bila prva nekomunistična stranka v Sovjetski zvezi in zahtevala popolno obnovo neodvisnosti. Reformist Vaino Väljas je postal prvi sekretar Estonske komunistične partije, pod njegovim vodstvom pa je 16. novembra 1988 estonski vrhovni sovjet izdal deklaracijo o suverenosti, s katero je potrjeval primat estonskih zakonov nad zakonodajo Unije. V naslednjih dveh letih so skoraj vse druge sovjetske republike sledile estonskemu zgledu in izdale podobne izjave. 23. avgusta 1989 je približno 2 milijona Estoncev, Latvijcev in Litovcev sodelovalo v množičnih demonstracijah, ki so oblikovale človeško verigo Baltske poti v vseh treh republikah. Leta 1990 je bil ustanovljen Kongres Estonije kot predstavniško telo estonskih državljanov. Marca 1991 je bil izveden referendum, na katerem je 78,4 % volivcev podprlo neodvisnost, med poskusom državnega udara v Moskvi pa je Estonija razglasila obnovitev neodvisnosti 20. avgusta, ki je zdaj estonski državni praznik, znan kot Dan obnove Neodvisnost.
Sovjetske oblasti so 6. septembra priznale neodvisnost Estonije, 17. septembra pa je bila Estonija sprejeta v Združene narode. Zadnje enote ruske vojske so zapustile Estonijo leta 1994.
Leta 1992 so se začele korenite gospodarske reforme za prehod na tržno gospodarstvo, vključno s privatizacijo in valutno reformo. Estonija je članica WTO od 13. novembra 1999. Estonska zunanja politika je bila od osamosvojitve naprej usmerjena proti Zahodu, leta 2004 pa se je Estonija pridružila tako Evropski uniji kot Natu. Estonija je 9. decembra 2010 postala članica OECD. 1. januarja 2011 se je Estonija pridružila evrskemu območju in kot prva država nekdanje Sovjetske zveze sprejela enotno valuto EU. Estonija je bila izvoljena za članico Varnostnega sveta ZN 2020–21. 

## Naravnogeografske značilnosti

### Lokacija
Estonija leži na severu Evrope, na vzhodni obali Baltskega morja, na ravnem severozahodnem delu vzhodnoevropske plošče med 57,3 ° in 59,5 ° S in 21,5 ° in 28,1 ° V. Povprečna nadmorska višina doseže le 50 metrov, najvišja točka države pa je Suur Munamägi na jugovzhodu s 318 metri. Ima 3794 kilometrov obale, ki jo zaznamujejo številni zalivi. Število otokov in otočkov v Baltskem morju v Estoniji je ocenjeno na približno 2222, država pa jih ima 2355, vključno s tistimi v jezerih. Dva od njih sta dovolj velika, da tvorita ločeni okrožji: Saaremaa in Hiiumaa. Majhna, nedavna kopica meteoritnih kraterjev, največji od katerih se imenuje krater Kaali, je v Saaremai v Estoniji.
Estonija je majhna država. Površje (45.227 km2), z 1.315.819 prebivalci (leta 2014). Estonija ima naslednje sosede: Rusijo na vzhodu, Latvijo na jugu, Švedsko na zahodu in Finsko na severu. Skupna dolžina celotne meje je 645 km, polovica jih poteka ob rekah. Estonija ima kopensko mejo samo z Rusijo in Latvijo s preostalimi pa ima dogovorjeno mejo na morju.
Estonija ima dober politično-geografski položaj saj jo obkrožajo svetovne velesile. To sta Rusija in Nemčija. Z vidika ekonomske - gospodarske geografije Estoniji njena lega ob Baltskem morju prinaša pomorsko povezavo z drugimi državami, še posebej pa z baltskimi.
Ekonomsko gospodarski položaj Estonije se je sčasoma spreminjal. Estonija je že postala članica Evropske Unije, zato so njene gospodarske partnerice predvsem države, ki so članice EU. Povezava z ostalimi Baltskimi državami je postala sekundarnega pomena.

### Podnebje
Estonija leži na prehodu iz celinskega v oceansko podnebje. Na estonsko podnebje najbolj vpliva Atlantski ocean, ki navsezadnje vpliva na podnebje celotne Evrope. Aktivni cikloni v severnemu delu Atlantskega oceana (Islandski minimum) povzročajo, da je vreme v Estoniji spremenljivo, pogosti pa so tudi močni vetrovi in nihanje temperatur. Zahodni vetrovi prinašajo vlažen zrak globoko v notranjost kontinenta. Pozimi povzročajo toplejše vreme, poleti pa povzročajo nekoliko milejše vreme.
V Estoniji prevladujejo zmerne oceanske in celinske zračne mase. Celinske zračne mase so bolj pogoste v drugi polovici zime, spomladi ter v prvi polovici poletja. Do vdora suhih in mrzlih polarnih zračnih mas prihaja redkeje, večinoma jeseni ter pozimi.
Glavni razlog za razlike v temperaturah med različnimi regijami v Estoniji je Baltsko morje. Pozimi povzroča, da so obalni predeli toplejši od tistih v notranjosti države. Povprečna temperatura v januarju je od -6  ° C do -7  ° C v notranjosti in vzhodu Estonije, medtem ko je na zahodu Estonije povprečna temperatura -2  ° C. Najhladnejši mesec je februar.
Spomladi se notranjost segreje hitreje od obalnih predelov zato so le ti hladnejši od ostalih predelov v Estoniji. Razlike v povprečni temperaturi v maju presegajo 3,5  ° C. Poleti so te razlike zanemarljive. Povprečna temperatura se poleti giblje nekje med 16  ° C in 17,4  ° C. Najhladnejša območja so v višavjih, najtopleje pa je recimo v okolici mesta Pärnu na zahodu države. Jeseni se notranjost države ohlaja počasneje od obalnih predelov.
Povprečna temperatura v Estoniji je nekje med 4,3  ° C in 6,5  ° C. Največjo temperaturo so izmerili leta 1992 in je znašala 35,6  ° C, najnižja temperatura pa je bila izmerjena leta 1940 in je znašala -45,5  ° C.
Povprečna hitrost vetra je v notranjosti Estonije 4 m/s medtem ko je ob obalnih predelih 6 m/s.
Estonija leži na območju kjer je podnebje vlažno. Povprečna relativna vlažnost znaša 80–83 %. Višja je pozimi, najmanjša pa maja, ko znaša 70 %. Povprečna količina padavin v Estoniji se giblje med 550 in 800 mm. Obalni predeli so bolj namočeni od tistih v notranjosti države. Območja z več padavinami so v višjih predelih ter v pasu 30–60 km od obale.
Snežna odeja se obdrži v povprečju 75–135 dni. Najdlje na gričevju, medtem ko najkrajši čas na otokih na vzhodu.

### Relief
Estonsko površje je v večji meri ravninsko, kjer se višavja izmenjujejo s kotlinami in depresijami. Te reliefne oblike skupaj z obalnimi klifi predstavljajo značilnosti estonskega reliefa.
Erozijska in akumulacijska višavja lahko razberemo:
- erozijska višavja so večinoma nizka in prekrita s tanko plastjo kvartarnih kamnin;
- akumulacijska višavja so višja. Prevladujejo griči in doline, ki so prekrite s kvartarnimi sedimenti.

Višji predeli so tudi visoke planote na severu Estonije. Večinoma so visoke od 50 do 70 m. V notranjosti teh planot so pogoste rečne doline ter kraške značilnosti. Visoko planoto Ugandi na jugu Estonije sestavlja peščenjak. V notranjosti planote so izdolbene stare rečne doline. Nižavja, ki so visoka do 50 m je poplavilo Baltsko morje. Pokrivajo približno polovico estonskega ozemlja. Največja so na zahodu Estonije. Estonska nižavja na zahodu so močvirnate planote, ki so visoke do 20 m in so iz apnenca. Nižina Pärnu je močvirnata. Sestavljena je iz peščenjakov. Ta nižavja se razširijo tudi na otočja na zahodu, kjer segajo do 20 m nad morsko gladino. Obalna nižina na severu države je pas, ki je širok do 20  km. Območje vsebuje polotoke in zalive ter otoke. Nižine so prisotne tudi zahodno in severno od depresije jezera Peipsi in jezera Võrtsjärv.
Depresije in doline so zlahka razpoznavne na severu Estonije, kjer ločujejo višje predele. Depresija Valga je med dvema višavjema in sicer Sakala in Karula. Depresija Hargla pa ločuje višavji Haanja in Karula.
V Estoniji so paleozojski sedimenti prekriti s kvartarnimi sedimenti. Paleozojske kamnine so značilne za obalne klife blizu morja ter za večja jezera in rečne doline. Vse te značilnosti so se formirale z erozijo rek, morij ter jezer v času pleistocenske poledenitve.
Estonsko površje vključuje reliefne oblike, ki so stare tudi več kot 300 milijonov let. Morje, ki je bilo razlog za nastanek paleozojskih sedimentov, se je umaknilo ob koncu devona. Pustilo je ravne planote, ki segajo do Finske in Rusije.
Erozija, ki je kriva za depresije v osrednji Estoniji se je začela na začetku kenozoika in je trajala do pleistocenske poledenitve (2 milijona let pred sedanjostjo).
Pleistocenska poledenitev je znižala nekatere reliefne značilnosti. Približno 12 tisoč let pred sedanjostjo je bila Estonija prekrita s Baltskim jezerom. Pred približno 7000 leti pa je prednik današnjega Baltskega morja, preplavil obalna območja na severu in zahodu države. Ko se je led umaknil so se višavja in nižavja osvobodila ledu. Nižavja je led obrusil.
Relief oz. površje po ledeni dobi se precej razlikuje od površja pred ledeno dobo. Poleg erozijskih in akumulacijskih delavnosti ledu je pomembno še:
- pred ledeno dobo se je gladina morja zvišala za 100 m in prekrila površje zaradi česar je nastalo Baltsko morje ter zalivi;
- led je potisnil površje nekaj sto metrov nižje kot je bilo pred ledeno dobo. Ko se je led umaknil se je površje začelo spet počasi dvigati in se danes dviga za približno 3–5  mm na leto.

### Tla in rastje
Kvartarne kamnine vplivajo na značilnosti estonske pokrajine. So primarni izvor zemlje ter pomembno vplivajo na vodne značilnosti in kemično sestavo vode. Kvartarne kamnine so se formirale po zadnji ledeni dobi. Debelina kvartarnih kamnin je na severu in osrednji Estonijo od 2–3 m medtem ko je na jugu od 5–10 m. Na apnenčastih planotah kvartarnih kamnin večinoma ni. Največjo debelino teh kamnin pa lahko zaznamo v starih rečnih dolinah. Po umiku ledu so bile kvartarne kamnine nižavij ustvarjene s pomočjo morja. V višavjih, ki niso bila pod vplivom morja so bile te kamnine ustvarjene z erozijo ali akumulacijo. Sedimenti, ki so nastali po poledenitvi so drugačnega izvora. Pesek in prod sta morskega izvora.
Prst se zelo razlikuje predvsem zaradi različnega materiala ter različnih vodnih razmer. V Estoniji lahko najdemo približno 10 vrst prsti, ki se med sabo razlikujejo po sestavi, lastnostih itd.
Apnenčaste rendzine je prisotna na severu in zahodu Estonije. Te prsti vsebujejo veliko humusa in hranljivih snovi toda so precej skalnate in občutljive na sušo. Najpogostejše naravno rastje na takih prsteh so gozdovi in travniki. Prizadevajo si, da bi take prsti bile čim bolj nedotaknjene s strani človeka.
Prodaste rendzine lahko prav tako najdemo na severu in zahodu države. Take prsti vsebujejo veliko humusa in hranljivih snovi ter precej apnenčastih kamnov. Take prsti so v Estoniji močno obdelane za razliko od prejšnjih prsti. Tam kjer pa je na teh prsteh še vedno naravno rastje, lahko najdemo gozdove in travnike.
Podzoli so prsti sive barve, ki jih najdemo v borovih gozdovih. V teh prsteh humus ni prisoten. Značilnost te vrste prsti je obstoj zeleno-belega aluvialnega horizonta ter pod njim rdeče-rjavega aluvialnega horizonta bogatega z aluminijem in železom.
Psevdoglinena tla so prisotna na jugu ter v osrednji Estoniji. Prisotnost omenjenih tal je odvisna od gline. Značilnosti teh prsti je sezonska stagnacija količine vode še posebej jeseni. Vsebujejo tudi humus vendar v majhnih količinah. Take prsti v Estoniji uporabljajo za obdelovanje. Tam kjer je še vedno prisotno naravno rastje pa rastejo gozdovi.
V Estoniji do tudi prsti za katere je značilen zeleno-moder horizont, ki je nastal v pogojih visoke vsebnosti vode v prsti. Na površju pa je horizont, ki vsebuje humus. Na teh prsteh rastejo borovi gozdovi. Take soli so nastale v apnenčastem okolju. Na zahodu države lahko na teh prsteh opazimo obdelovalne površine.
Šotne prsti zasedajo približno četrtino estonskega površja in so tam kjer so močvirja. Te prsti so zgrajene iz 30  cm debele plasti šote pod šoto pa so podzoli.
Rečne prsti se pojavljajo na področjih, kjer vode poplavljajo. Dandanes je večina rek že zajezenih ali obdanih z nasipi tako, da so poplave redke in taka območja počasi izginjajo.
Vrhovi in pobočja gričev v Estoniji so prekriti z erozijsko prstjo, kjer je plast humusa izredno tanka zaradi erozije ali pa sploh ni prisotna.

### Vodovje
Estonija ima več kot 1400 jezer. Večina je zelo majhnih, največje Pejpoško jezero je 3555 km². V državi je veliko rek. Najdaljše med njimi so Võhandu (159 km), Pärnu (153 km) in Põltsamaa (135 km).
Poleti v mnogih rekah voda izhlapi, spomladi pa so pogoste poplave (poplavljata reka Emajõgi, reka Kasari). Reka Emajõgi, ki povezuje dve največji jezeri je edina reka v Estoniji, ki je plovna po celotni dolžini prav tako je tudi najdaljša (209  km). Najdaljša reka v osrčju Estonije se imenuje Pärnu in je dolga 153  km (tretja najdaljša reka v Estoniji). Druga najdaljša reka pa je Võhandu in je dolga 159  km. V Estoniji je približno 1200 naravnih jezer, ki imajo površino večjo od enega hektarja. Večina jezer se je izoblikovala v času, ko se je topil celinski led. Veliko jih je v gričevju na severu Estonije, na nizkih obalah na zahodu države (morenska pokrajina) - za morensko pokrajino so značilna močvirja (približno 20.000 močvirij, barij in plitvih jezer). Danes je v Estoniji približno 150 umetnih jezer. Z namenom spreminjanja pokrajine nastajajo vedno nova umetna jezera.

### Biotska raznolikost
V Estoniji je še vedno mogoče najti številne vrste, ki so že izumrle v večini evropskih držav. Med sesalci, ki so prisotni v Estoniji, so sivi volk, ris, rjavi medved, rdeča lisica, jazbec, divja svinja, los, jelen, srnjad, bober, vidra, sivi tjulenj in obročasti tjulenj. Kritično ogrožena evropska vidrica je bila uspešno naseljena na otok Hiiumaa, redka sibirska leteča veverica pa je prisotna v vzhodni Estoniji. Priseljene vrste, kot so jelen sika, rakunasti pes in pižmovka, je danes mogoče najti po vsej državi. V Estoniji je bilo najdenih več kot 300 vrst ptic, med njimi orel belorepec, mali klinkač, planinski orel, divji petelin, črna in bela štorklja, številne vrste sov, vaterov, gosi in mnoge druge. Kmečka lastovska je nacionalna ptica Estonije.
Zavarovana območja Estonije pokrivajo 18 % estonskega kopna in 26 % njenega morskega ozemlja. Obstaja 6 narodnih parkov, 159 naravnih rezervatov in številna druga zaščitna območja. Indeks integritete gozdne krajine za leto 2018 je imel povprečno oceno 3,05 / 10, kar ga uvršča na 152. mesto od 172 držav.

## Prebivalstvo
V Estoniji živi ok. 1,3 milijona prebivalcev, od tega okrog 0,9 milijona Estoncev. 25 % prebivalcev Estonije je Rusov.

## Upravna delitev
Estonija je razdeljena na 15 glavnih administrativnih enot, imenovanih okrožje (estonsko maakond, množina maakonnad):
- Okrožje Harju (Harju maakond ali Harjumaa)
- Okrožje Hiiu (Hiiu maakond ali Hiiumaa)
- Okrožje Ida-Viru ali Vzhodna Virumaa (Ida-Viru maakond ali Ida-Virumaa)
- Okrožje Järva (Järva maakond ali Järvamaa)
- Okrožje Jõgeva (Jõgeva maakond ali Jõgevamaa)
- Okrožje Lääne (Lääne maakond ali Läänemaa)
- Okrožje Lääne-Viru ali Zahodna Virumaa (Lääne-Viru maakond ali Lääne-Virumaa)
- Okrožje Pärnu (Pärnu maakond ali Pärnumaa)
- Okrožje Põlva (Põlva maakond ali Põlvamaa)
- Okrožje Rapla (Rapla maakond ali Raplamaa)
- Okrožje Saare (Saare maakond ali Saaremaa)
- Okrožje Tartu (Tartu maakond ali Tartumaa)
- Okrožje Valga (Valga maakond ali Valgamaa)
- Okrožje Viljandi (Viljandi maakond ali Viljandimaa)
- Okrožje Võru (Võru maakond ali Võrumaa)

## Politika Estonije
Estonija je parlamentarna republika. Najvišja funkcija v državi je funkcija predsednika, med tem ko ima največ pristojnosti predsednik vlade, kot predstavnik izvršilne veje oblasti. Estonija je od 1. maja 2004 članica Evropske unije, prav tako je del evroobmočja. Prav tako leta 2004 je Estonija vstopila v zvezo NATO. 

### Volitve
Glej: Volitve v Estoniji

### Vlada Estonije
Glej: Predsednik vlade Estonije

### Predsedniki države
Glej: Seznam predsednikov Estonije

### Zunanje zadeve
- Seznam veleposlaništev Estonije

## Gospodarstvo

### Splošno
Kljub hitri rasti ekonomije v zadnjih petih letih, ima Estonija še vedno za približno polovico manjši BDP od držav Zahodne Evrope.
Estonci zaslužijo približno polovico evropskega povprečnega dohodka, čeprav je bila gospodarska rast v zadnjih letih hitra in so razlike začele počasi izginjati. Čeprav je obsežnih gospodarskih reform večinoma že konec, so spremembe, ki jih doživlja Estonija, bolj dramatične od tistih v državah Zahodne Evrope. K bolj uravnoteženemu gospodarskemu razvoju so prispevale tudi mirnejše razmere v Evropi.
Estonsko gospodarstvo je raznoliko. Tako industrija, transport in trgovina so enako pomembni. Zaradi velikih zalog lesa - država ima obsežne gozdove, estonsko gospodarstvo temelji večinoma na panogah, ki so povezane z lesom. Estonski energijski sektor temelji na nafti, ki jo pridobivajo iz skrilavca, ki je zelo redka surovina. Finska in Švedska sta najpomembnejši estonski trgovinski partnerici. Na rast gospodarstva pa veliko vpliva tudi več kot 2 milijona turistov, ki obišče državo vsako leto.
Gospodarske reforme so povzročile povečanje brezposelnosti v 90. letih. Stanje se dandanes že počasi izboljšuje in nezaposlenost se je zmanjšala za 10 %, število zaposlenih pa narašča.
Od leta 1992 je bila estonska nacionalna valuta estonska krona. Krona je bila sprva fiksirana na nemško marko (1 marka = 8 kron), po uvedbi evra pa so krono fiksirali na evro (približno 15,645 kron). Monetarne reforme so povzročile hitre spremembe v celotnem finančnem sektorju. Zelo hitro se je razmahnilo internetno bančništvo. 1. januarja 2010 je Estonija vstopila v evroobmočje in prevzela evro za svojo valuto.

### Struktura gospodarstva
Več kot 65 % BDP-ja predstavlja storitveni sektor, industrija prispeva okoli 28 %, medtem ko primarne panoge (tudi kmetijstvo) prispevajo 6,5 % BDP-ja. Storitveni sektor je v 90. letih doživel hiter razvoj.
Ključni sektorji v estonskem gospodarstvu so:
- energija, pridobljena iz nafte iz skrilavcev;
- telekomunikacije;
- tekstilni izdelki, kemični izdelki;
- bančništvo, storitve;
- živilska in ribiška industrija;
- gozdarstvo;
- ladjedelništvo;
- elektronika in transport;
- turizem in tranzit.

### Kmetijstvo
Kratke informacije: Estonija ima 1,46 mil. Njiv ter 326.000 ha travnikov in pašnikov.Glavni pridelki so krompir, žita ( ječmen, oves, pšenica, rž ) in lan, na obsežnih površinah pridelujejo živinsko krmo.
Živinoreja je najpomembnejša panoga kmetijstva, zlasti mlečna govedoreja, prašičereja in perutninarstvo.
Samo nekaj generacij nazaj je bilo kmetijstvo izredno pomembno in s to dejavnostjo se je ukvarjalo večina ljudi.V zdajšnjih časih se ukvarja s kmetijstvom le okoli 5 % vsega prebivalstva Estonije. Kot rezultat gospodarskih reform je postalo zadružno gospodarstvo (kolhozi) preteklost. Uveljavile so se manjše kmetije. Čas tranzicije je pomenih težke čase za estonsko kmetijstvo. Razlogov je več:
- uvoz poceni izdelkov
- kmetje so potrebovali novo opremo in stroje, toda denarja za to ni bilo
- nezmožnost izvoza v Rusijo zaradi krize v tej državi v poznih 90. letih

Govedo, prašiči in perutnina prevladujejo na farmah v Estoniji. Na obsežnih območjih gojijo večinoma žitarice ter zelenjavo. Izdelki so namenjeni večinoma za lastne potrebe, medtem ko meso uvažajo. Mlečni izdelki in nekateri specifični proizvodi (gobe) so namenjeni izvozu. V zadnjem času je tudi zaznati vse večjo priljubljenost ekološkega kmetovanja.

### Gozdarstvo
Kratke informacije: Estonija ima 2,02 mil. Ha gozdov, več kot polovica jih je v lasti države.
Gozdovi so v Estoniji najpomembnejše naravno bogastvo. V gozdarstvu je zaposlenih samo 1,5 % vsega estonskega prebivalstva. Proizvede približno 2 % celotne estonske proizvodnje toda obenem gozdarstvo prispeva pomembno surovino za lesno, papirno in pohištveno industrijo, kjer pa je zaposlenega 6 % celotnega prebivalstva.
Večji del proizvedenih izdelkov industrij, ki so povezane z gozdarstvom je namenjenih v izvoz. Izvoz pohištva ter lesenih hiš narašča hitro. Države v katere izvažajo tovrstne izdelkov so Švedska, Finska, Nemčija, Norveška in Združeno kraljestvo. Podjetja so razpršena po celotni Estoniji.

### Živilska industrija
Živilska industrija je doživela večje spremembe v zadnjih nekaj letih. Estonci obožujejo domačo hrano, ker menijo, da je boljše kvalitete. Na primer, v zgodnjih 90. letih so večino sladoleda uvozili, toda danes je delež uvoza padel na 14,5 % kar je posledica tega, da so proizvodnje metode postale bolj moderne.
Estonsko mlečno in mesno industrijo sestavljajo tako majhna kot velika podjetja. Privatno lastništvo je najbolj razširjeno, nekatera podjetja pa pripadajo tudi trgovskim združenjem. V Estoniji so najbolj priljubljene sladkarije podjetja Kalev. Podjetje je bilo ustanovljeno leta 1921.

### Lahka industrija
Konec 90-ih let je večina tekstilnih tovarn v Estoniji delalo za tuja podjetja. Izkušnje so se z leti nakopičile in zdaj je situacija obratna. V druge države zdaj izvozijo samo dizajn (Finska, Švedska, medtem ko izdelke izdelajo doma. Estonska podjetja imajo stranske pogodbe sklenjene s podjetji iz Litve, Latvije, Ukrajine, Rusije in celo Kitajske (podizvajalci) - v teh podjetjih delajo sestavne dele za izdelke, ki jih nato izdelajo v Estoniji. Estonske trgovske znamke so dandanes že precej uveljavljene v tujini (Monton, Baltman)

### Kemična industrija
Gospodarske spremembe so v 90. letih še posebej prizadele kemično industrijo, saj je bilo večino podjetij navezanih na vojaško industrijo Sovjetske Zveze, ki pa ni več potrebovala izdelkov Estonije, ko se je le ta osamosvojila. V gospodarskem kaosu, ki je vladal v Rusiji so estonska podjetja izgubila pogodbe z ruskimi podjetji. Kemična podjetja so se iz te zagate rešila tako, da je poiskala nove partnerje, trge in tudi nove izdelke s katerimi je bilo moč prodreti na trg. Estonska kemična podjetja proizvajajo gnojila, kemikalije itd.

### Tranzit in transport
Kratke informacije: 
- cestni promet: 14.992 km cest (54 % asfaltiranih) od tega 64 km avtocest
- železniški promet: 1018 km železniških prog. Upravlja jih državno podjetje Estonske železnice
- ladijski promet: trgovsko ladjevje ima skupaj 234 ladij s skupno nosilnostjo 695.000 t in je v lasti državne Estonske ladijske družbe. Največje pristanišče je Talin.
- letalski promet: mednarodno letališče je v Talinu. Nacionalni prevoznik je Estonian Air

Tovorni promet med Rusijo in ostalim svetom pomemben pritok dobička za estonska pristanišča toda vloga tranzita v estonskem gospodarstvu iz leta v leto pada. Primarni razlog je predvsem to, da Rusija večino svoje nafte odpelje s tankerji v svet preko svojih pristanišč in ne več toliko preko estonskih. Nekdaj je Rusija prek železnic pripeljala nafto do estonskih pristanišč, dandanes pa Rusija prek Estonije večinoma tovori le še gnojila ter drugi blago.
Drugo pomembno področje je prevoz potnikov, ki je direktno povezano s turizmom. Prevoz približno 2,7 milijonov potnikov med glavnima mestoma Estonije in Finske drži pokonci mnoga skandinavska in estonska podjetja. Med poletjem trajekti delujejo s polno paro in sicer med Talinom in Helsinki. Estonija vzdržuje tudi redno morsko povezavo z Švedsko in poleti tudi z Nemčijo.
Večina tovora je še vedno prepeljanega po cestah. To velja predvsem za prevoz tovora znotraj države, saj so razdalje relativno kratke. Prevoz potnikov je organizirano večinoma z avtobusi, obstajajo pa tudi mednarodne proge do Litve, Latvijo, Poljske, Nemčije, Rusije ter drugih skandinavskih držav.
Značilnost Estonije so tudi slabe ceste.

### Turizem
Estonijo obišče približno 3,3 milijonov turistov vsako leto. Večina turistov prihaja iz Finske. Ti v Estoniji ostanejo le kratek čas predvsem zaradi tega ker razdalje niso velike (trajekti). Število turistov iz Nemčije in Švedske konstantno narašča. Pomembno je glavno mesto Talin, ki ga vsako leto obišče preko 200.000 obiskovalcev iz različnih držav (ZDA, VB).
Število turistov, ki se odpravijo v Estonijo z namenom, da bi nakupovali se je v zadnjih letih precej zmanjšalo, predvsem zaradi dviga cen različnih dobrin. Turisti, ki prihajajo z ladjami ali trajekti se nastanijo večinoma v glavnem mestu Talin in drugih obalnih mestih. Ljudje, ki pridejo v Estonijo za dalj časa pa si pridejo ogledati zavarovana območja itd.
Večino iztržka od turizma gre v roke turističnim in potovalnim agencijam. Ker večji del turistov pride v Estonijo zaradi nakupovanja, le ti povzročajo velik dohodek tudi trgovinam. 10 % estonskega gospodarstva je posredno in neposredno povezano s turizmom.

#### Naravne in kulturne znamenitosti
Krater Kaali
Skupina manjših jezerc (največje s premerom 110 m) na otoku Saaremaa, nastalih v kotanjah, ki jih je napravil meteorit v 8. st. pr. n. št. 
 Kuressaare
Mesto na otoku Saaremaa, s slikovitim starim mestnim jedrom in trdnjavo nemškega viteškega reda iz 14. stoletja.
 Narodni park Lahemaa
Narodni park ob obali Finskega zaliva vzhodno od Talina z obsežnimi resavami na apnenčastem platoju s številnimi eratičnimi bloki, jezeri, slapovi in slikovito skalnato obalo. Tu je tudi baročni dvorec Palmse.
Narodni park Soomaa
Severovzhodno od Vilandije obsega 367 km². Ima obsežna šotišča, močvirne travnike in gozdove z bogatim rastlinstvom in živalstvom.
Talin
Glavno mesto in kulturno središče države v Finskem zalivu. Zgornje mesto na nizki vzpetini Toompea z istoimenskim gradom (sedanji je iz 18. stoletja; sedež estonskega parlamenta), gotsko stolnico (13. stoletje), pravoslavno cerkev Aleksandra Nevskega (19. stoletje) in Muzejem estonske umetnosti. Trije ohranjeni obrambni stolpi, med njimi Veliki Hewrman (visok 46 m) so iz 14. stoletja. Ob vznožju je staro hanzeatsko Spodnje mesto s slikovitimi ulicami in hišami bogatih trgovcev. Stolnica sv. Nikolaja iz 15. stoletja je zdaj koncertna dvorana in muzej. Tu je gotska mestna hiša (14. stoletje) cerkev sv. Olafa (13. stoletje) s 124 m visokim zvonikom in delno obnovljeno obzidje. Palača Kadriorg s parkom, zgrajena za ruskega carja Petra Velikega (1718-36) je zdaj rezidenca predsednika republike. Vse del svetovne dedščine Unesca.
Tartu
Staro trgovsko in univerzitetno mesto (od 1632) ob reki Emajõgi. Razvaline cerkve Nemškega viteškega reda iz 13. stoletja, številne klasicistične stavbe, zgrajene po požaru 1775 (sedež univerze, mestna hiša), cerkev sv. Janeza (14. stoletje), Estonski narodni muzej, botanični vrt.

### Trgovina in storitve
Vse večje nakupovanje postaja vse večja težava toda ljudje so drugačnega mnenja in nadaljujejo z velikim zapravljanjem, kljub temu da plače naraščajo počasi cene pa hitro. V zadnjih letih je opaziti večanje števila velikih trgovskih centrov, ki izpodrivajo majhne trgovinice. Državo so preplavila trgovska podjetja iz Finske, Švedske pa tudi iz Latvije.
Preskrba z različnimi storitvami – od osebnih storitev pa do rekreacije in zabave – narašča zelo hitro.

### Nepremičninski sektor
Gradnja stavb je dobila zalet šele v zadnjih nekaj letih. Ljudje enostavno niso imeli denarja poleg tega pa je bilo priti do posojila precej težko. Dandanes gradijo ljudje hiše ne samo v glavnem mestu, ampak tudi v drugih večjih mestih. Sanje vsakega povprečnega Estonca so, da bi živel na podeželju blizu mesta v veliki hiši. Mesta so se morala razširiti ravno zaradi pritiska novih priseljencev. Še vedno pa ljudje se največ denarja zapravijo za obnovo starih objektov.
Olajšana pridobitev posojila je spodbudila Estonce, da so začeli kupovati novo pohištvo in drugo opremo za svoja stanovanja. Cene nepremičnin se precej razlikujejo. Najvišje so cene v samem centru Talina ter ob obali.

### Telekomunikacije
Telekomunikacije se v zadnjem času razvijajo zelo hitro, kar je Estonijo povzpelo med prve v Evropi po razvitosti telekomunikacij. Napredek ni potekal tako gladko. Probleme so predstavljale in še vedno predstavljajo cene računalnikov, ki so za nekatere Estonce še vedno previsoke. Visoke so tudi cene internetnih priključkov.
Estonci so hitro sprejeli mobilne telefone. Procent uporabnikov je že presegel 65 %. To razlaga tudi povečanje različnih mobilnih storitev (plačevanje z mobitelom). V tem lahko iščemo razlog za upad prisotnosti stacionarnih telefonov v domovih Estoncev.
Približno 45 % celotnega prebivalstva ima dostop do interneta. Med njimi prevladujejo mladi ljudje. Raziskave so pokazale, da kar 80 % tistih, ki so stari do 20 let uporablja internet. Predvidevajo, da ima skoraj 50 % družin z otroki doma računalnik. Uporaba interneta je kljub temu v domovih manjša, večja pa je v šolah, podjetjih...
Storitve, ki temeljijo na internetu in druge elektronske storitve so dosegle hitro rast (vračanje dohodnine…)
Računalniki so osvojili praktično vsa podjetja. Parlamentarna zasedanja npr. uporabljajo namesto papirja računalniške zaslone itd. Estonci drugače niso ravno navdušeni nad internetnim nakupovanjem tako, da nakupuje preko interneta samo 7 % Estoncev.

### Trg delovne sile
Zaposlenost
Okoli 62 % Estoncev dela v različnih panogah storitvenega sektorja, približno 32 % je zaposlenih v industriji medtem ko se s kmetijstvom, ribištvom in gozdarstvom ukvarja 6 % prebivalstva. Kmetijstvo zaposluje približno 5 % delavne sile, kar je majhna številka, če jo primerjamo z drugimi tranzicijskimi državami (države Vzhodne Evrope). V predelovalnih industrijah dela petina ljudi v lahki industriji, enako število tudi v lesni in papirni industriji. 16 % ljudi je zaposlenih v živilski industriji, 12 % v kovinski industriji itd.
Približno 92 % estonske delovne sile predstavljajo zaposleni delavci, delež samozaposlenih znaša 5 %. Število privatnih podjetnikov s plačanimi zaposlenimi je 16 tisoč kar znaša 3 % populacije.
Približno 44 % estonske delavne sile je našlo delo v Talinu ali okolici. Z razliko od drugih držav ima Estonija velik delež zaposlenih žensk.
Nezaposlenost
Z gospodarskimi reformami je mnogo ljudi izgubilo službo, obenem pa so bila ustvarjena tudi nova delovna mesta. Kljub temu je brezposelnost začela naraščati in v letu 2000 je bilo brezposelnih že 13,6 % ljudi. Zdaj se brezposelnost znižuje in se vrti okrog 10 %.
Kot povsod po svetu tudi v Estoniji, mladi težko pridejo do služb. Problem predstavlja obvladanje jezika in zaradi tega je opazen večji delež brezposelnosti med rusko govorečim prebivalstvom. Tisti, ki iščejo službo se v zadnjem času priseljujejo v mesta, ki nudijo več možnosti za zaposlitev.
Nezaposlenost se je začela zviševati v mestih, medtem ko se je na podeželju zmanjšala. Kar precejšen delež zaposlenih ljudi v vaseh in manjših mestih – cestni delavci, gozdarji – delajo daleč od svojih domov. Nezaposlenost med moškimi, ki je bila nekdaj visoka, se zmanjšuje zaradi gradenj cest itd. kjer se zaposlujejo nekdanji kmetje…
Poznamo več vzrokov za nezaposlenost, večina je povezana z  pomanjkanjem izobrazbe. Starejši ljudje trpijo pomanjkanje različnih novih veščin, ljudje niso pripravljeni presedlati na novo področje ali pa prestati ustrezno izobraževanje – urjenje, izobraževanje je pogosto predrago za nezaposleno osebo.
Veliko število nezaposlenih je povezano s pomanjkanjem usposobljene delavne sile – vzrok zakaj približno 20 % podjetnikov ne more povečati svoje proizvodnje.

### Plače in drugi prihodki
Povprečna plača v Estoniji znaša 430 evrov kar je malo v primerjavi z razvitimi državami. Plače so sicer rasle zelo hitro. Npr. leta 1992 je bila povprečna plača v Estoniji 350 evrov. Plače so najbolj pomemben vir prihodkov estonskih družin (približno 65 %), sledijo pokojnine (18 %) in različne ugodnosti (7 %). Individualno delo (predvsem kmetijstvo) da 5 % celotnega prihodka. Povprečna pokojnina v Estoniji znaša 125 evrov kar je 40 % povprečne estonske plače.

### Cene in inflacija
Čeprav so povprečne cene v Estoniji v primerjavi z razvitimi državami nižje, so ene višjih med državami Vzhodne in Srednje Evrope. Današnje razlike niso tako drastične – storitve v Estoniji so relativno poceni toda cena mnogih dobrin je primerljiva z evropskim povprečjem. Obenem obstaja blago, ki ima nižjo ceno od blaga v Latviji in Litvi, kjer so drugače cene nižje.
Največji skok cen je bil v času ko so se začele izvajati gospodarske reforme. Drugi razlog pa je bilo pomanjkanje blaga, kot posledica prekinitve starih proizvodnih stikov. Danes je možno zaznati padanje rasti cen (v letu 2003 je bila inflacija 1.3 %, kar je manj kot v EU – 2 %).

### Zunanja trgovina
Izvoz
33 % izvoza predstavljajo storitve (transportne in turistične storitve). Pomembno vlogo v transportu igra pomorski promet – prevoz turistov ter blaga.
Raznolikost izvoženega blaga je precejšnja – od hrane do elektronskih izdelkov. Velik del blaga izvoženega iz Estonije je izdelanega doma tudi tako, da druga podjetja dobavljajo surovine oz. sestavne dele (podizvajalci). Stroji in tehnična oprema igrajo najpomembnejšo vlogo v estonskem izvozu. Sledi les in različni izdelki izdelani iz lesa (papir, pohištvo, lesene hiše). Estonija izvaža tudi kovinske izdelke, kemične proizvode, različne izdelke lahke industrije (obleke, obutev), hrano in gradbeni material.
Ko se je Estonija osamosvojila, je preusmerila svoje gospodarske stike iz Vzhoda na Zahod Evrope. Prvi gospodarski stiki so bili vzpostavljeni s švedskimi in finskimi podjetji. Trgovina z Latvijo in Litvo ni bila tako aktivna zaradi podobne strukture gospodarstva, kot posledica sovjetskega gospodarskega sistema tako, da te tri države niso imele s čim trgovati. Skozi čas je Estonija oblikovala tesnejše stike s podjetji Zahodne Evrope.
Finska in Švedska držita pomembno pozicijo v estonskem izvozu. Pomemben delež izvoza pa gre tudi v druge evropske države, še posebej v Nemčijo, VB, Dansko in Nizozemsko.
Tehnični izdelki ter stroji določajo glavni delež blaga izvoženega v Finsko, Švedsko in Nemčijo.
Vloga Rusije v estonskem izvozu je zanemarljiva in predstavlja samo 4 % vsega izvoza. Eno tretjino izvoza predstavljajo kemični izdelki, 1/5 predstavljajo prevozna sredstva (vozila kupljena od Estonije). Pomemben del izvoza v Rusijo so tudi visoko kvalitetna goriva, tehnični izdelki ter stroji. V Ukrajino izvozi Estonija približno 1,8 % vsega svojega izvoza (večinoma ribji izdelki).
Približno 7 % estonskega izvoza gre v Litvo in približno 4 % v Latvijo. Od Estonije dobita živilske izdelke, kemične izdelke, kovine in kovinske izdelke, tehnične izdelke, obleke (Latvija) ter tudi elektriko (Litva).
Uvoz
Odstotek storitev v uvozu Estonije znaša 1/5 celotnega uvoza. Različne transportne in turistične storitve so najpomembnejše v uvozu. Transportne storitve so v večji meri odvisne od konkurence ter gospodarskega razvoja medtem ko npr. estonski letalski prevoznik zmanjšuje pomen drugih letalskih prevoznikov iz tujine.
Estonija uvaža različno tehnično opremo, stroje, vozila, ki dosegajo visok odstotek v uvozu Estonije. Pomemben delež dosega tudi najrazličnejši surov material (kovine, les, gorivo). Estonija uvaža tudi vse druge vrste potrošniških dobrin oz. blaga, obleke, gospodinjske aparate ter domačo elektroniko (doma ne proizvajajo). Z raznovrstnostjo estonskega gospodarstva se je uvoz najrazličnejšega blaga precej zmanjšal toda pogosto so cene izdelkov, ki so izdelani v Estoniji dražji od uvoženih izdelkov.
Večina izdelkov Estonija uvaža iz Evropske Unije (Finska). Veliko finskih podjetij je razširilo svoje poslovanje v Estonijo zato veliko blaga in surovin pride iz Finske.
Razen Rusije in Ukrajine, Estonija blago uvaža tudi iz Belorusije in držav Centralne Azije. Uvoz goriv iz Rusije počasi a vztrajno pada in je zdaj padel že na 30 %. Obenem pa se je povečal uvoz lesa, prevoznih sredstev (vlaki), kovin in kemičnih izdelkov.
Namesto Rusije zdaj dobiva Estonija večina goriv iz Latvije, kjer obratuje rafinerija. Latvija zalaga Estonijo tudi z različnimi prehrambnimi izdelki in kemičnimi izdelki medtem ko Litva prispeva les ter različne tehnične izdelke in stroje.